# Exhibition of Citriculture
De Exhibition of citriculture was een wereldtentoonstelling die in 1956 werd gehouden rond het thema landbouw en dan met name citrusvruchten. De tentoonstelling vond plaats in Beit Dagan aan de rand van de sinaasappelplantages ten noordoosten van Tel Aviv en was de 13e gespecialiseerde tentoonstelling die door het Bureau International des Expositions werd erkend.